# Козацький човен (монета)
«Коза́цький чо́вен» — пам'ятна монета номіналом 5 гривень, випущена Національним банком України, присвячена гребним човнам XVIII ст., що були основою козацьких флотилій. У Національному заповіднику «Хортиця» зберігаються судна першої половини XVIII ст. із Дніпровської флотилії, що були підняті із дна Дніпра протягом останніх десяти років.
Монету введено в обіг 20 грудня 2010 року. Вона належить до серії «Морська історія України».

## Опис монети та характеристики
| Номінал грн. | Метал      | Маса, г | Діаметр, мм | Якість виготовлення       | Гурт     | Тираж, штук |
| ------------ | ---------- | ------- | ----------- | ------------------------- | -------- | ----------- |
| 5            | нейзильбер | 16,54   | 35,0        | спеціальний анциркулейтед | рифлений | 45 000      |

### Аверс
На аверсі монети розміщено: угорі малий Державний Герб України та напис півколом «НАЦІОНАЛЬНИЙ БАНК УКРАЇНИ», композицію, яка розділена хвилеподібною стрічкою з написом «МОРСЬКА ІСТОРІЯ УКРАЇНИ», у верхній частині — троянду вітрів як символ морських мандрів, у нижній частині — печатку Війська Запорізького, праворуч над стрічкою — рік карбування монети «2010», унизу — номінал — «5/ГРИВЕНЬ» і логотип Монетного двору Національного банку України.

### Реверс

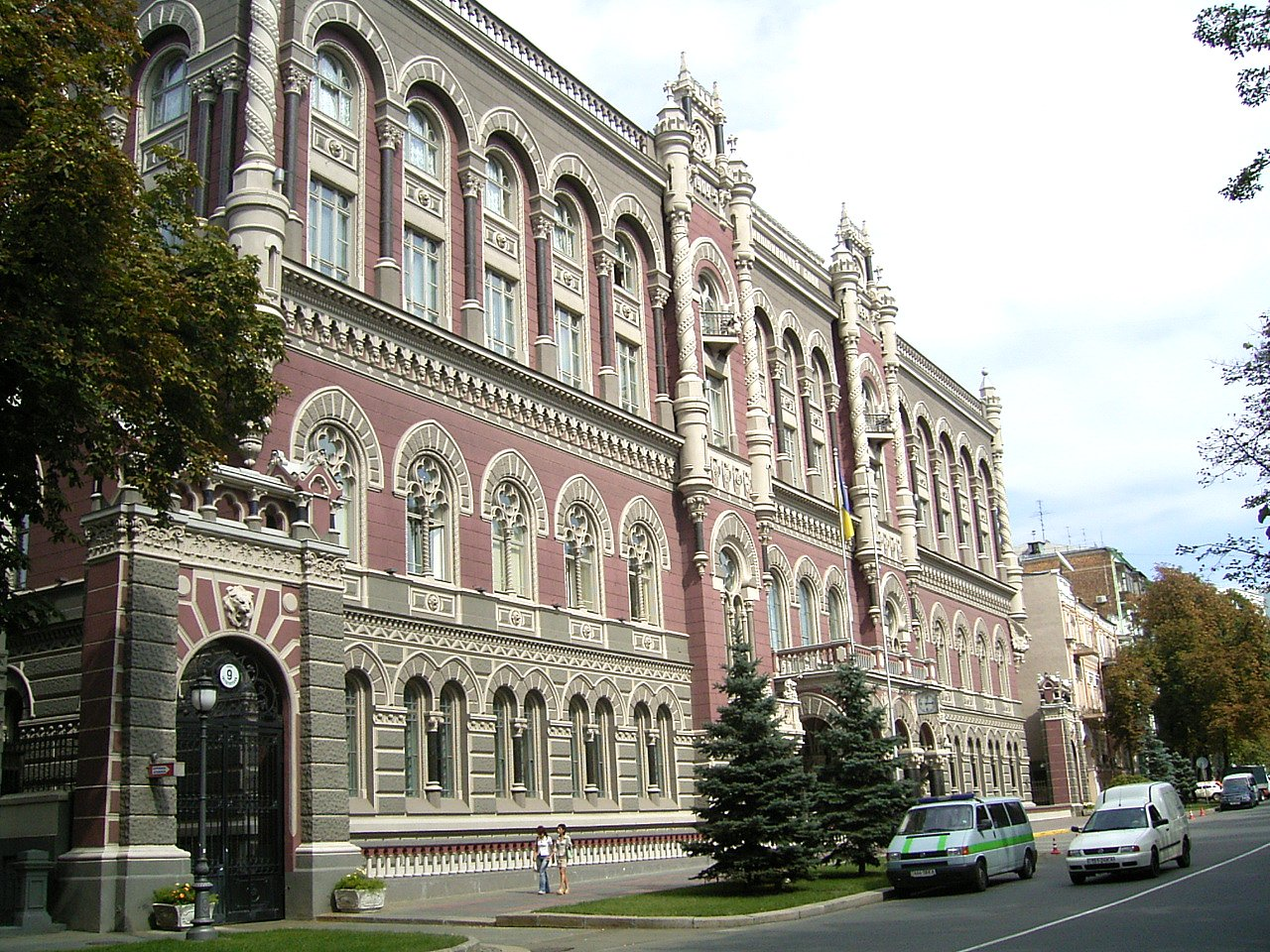
Будівля Національного банку України

На реверсі монети зображено козацький човен першої половини XVIII ст. під вітрилом, ліворуч — чайку, яка символізує морську стихію, та написи: угорі — "КОЗАЦЬКИ"Й/ «ЧОВЕН», унизу — «XVIII ст.»

## Автори
- Художники: Таран Володимир, Харук Олександр, Харук Сергій.
- Скульптори: Атаманчук Володимир, Іваненко Святослав.

## Вартість монети
Ціна монети — 20 гривень була вказана на сайті Національного банку України в 2012 році.
Фактична приблизна вартість монети з роками змінювалася так:
| Рік        | 2010 | 2011 | 2012 | 2013 | 2014 | 2015 | 2016 | 2017 | 2018 | 2019 | 2020 | 2021 | 2022 | 2023 | 2024 | 2025 |
| ---------- | ---- | ---- | ---- | ---- | ---- | ---- | ---- | ---- | ---- | ---- | ---- | ---- | ---- | ---- | ---- | ---- |
| Ціна, грн. | 20   | 25   | 25   | 30   | 29   | 52   | 80   | 105  | 110  | 115  | 125  | 150  | 180  | 300  | 440  | 480  |